# Иван Груев (политик)
Иван Стоянов Груев е български машинен инженер и политик от БКП.

## Биография
Роден е на 28 май 1928 г. в Антоново. От 1947 до 1953 г. учи във Висшия политехнически институт в Полша. След това започва работа в завод „Средец“ в София като конструктор, а по-късно и като главен механик. От 1955 г. е член на БКП. През 1961 г. става завеждащ отдел „Промишлен“ в Градския комитет на БКП в София. След това е секретар и първи секретар на Кирковския и Коларовския районни комитети и секретар на Градския комитет на БКП в София. Бил е председател на Комитета по стандартизация и метрология. Между 1979 и 1985 г. е първи секретар на Окръжния комитет на БКП в Търговище. От 1985 г. е председател на Комитета по качеството при Министерски съвет.. От 1971 до 1981 г. е член на Централната контролно-ревизионна комисия на ЦК на БКП, а от 1981 до 1990 г. е член на ЦК на БКП.